# Registre de sentier
Un registre de sentier est un document disponible au départ d'un sentier de randonnée dangereux dans lequel chaque marcheur s'apprêtant à le parcourir note son nom, la date de son passage et souvent sa destination prévue afin de faciliter d'éventuelles recherches dans le cas où un ou plusieurs marcheurs viendraient à manquer. La consultation des entrées dans le registre permet en outre aux autorités responsables d'estimer sa fréquentation.
Un registre se présente généralement sous la forme d'un simple cahier protégé des intempéries dans une boîte où l'on trouvera aussi de quoi écrire.